# Gorgone orphna
Gorgone orphna là một loài bướm đêm trong họ Noctuidae.